# 김동주 (야구인)
김동주(金東柱, 1975년 4월 27일 (음력 3월 16일) ~ )는 전 KBO 리그 두산 베어스의 내야수이다.

## 선수 시절

### 아마추어 시절
부산에서 태어나 서울로 이사했다. 서울중대초등학교 4학년 때 야구를 시작했다. 이후 배명중학교를 거쳐 배명고등학교에 입학했다. 배명고등학교 시절 주 포지션은 유격수였지만 투수로도 뛰어난 활약을 보였다.
유격수, 투수 외에도 포수를 제외한 모든 포지션을 소화했다. 프로 진출 이후에는 주로 3루수와 지명타자를 맡았다.

### OB 베어스&두산 베어스시절
고려대학교 경영학과를 졸업하고 1998년에 입단했다. 당시 감독이었던 김인식의 지지 하에 입단 신인 시즌 전반기에는 주로 외야수로 활약하다 후반기부터 본격적으로 3루수를 맡았다. 그는 2000년 5월 4일 롯데 자이언츠와의 경기에서 에밀리아노 기론을 상대로 장외 홈런을 쳐 냈고, 이 홈런은 서울종합운동장 야구장 개장 이래 최초의 장외 홈런이었다. 현재 종합운동장역 5번 출구 옆에는 그가 기록한 서울종합운동장 야구장 첫 장외 홈런을 기리는 기념비가 세워져 있는데 기념비가 서 있는 자리는 당시 그에 의해 날아간 홈런 타구가 떨어진 자리이다. 2009년 7월 5일 LG 트윈스와의 경기에서 릭 바워를 상대로 잠실 통산 세 자릿수 홈런을 기록했다. 2009 시즌 후 손시헌에게 주장을 넘겼다. 2012년에 FA 선언 후 3년 총액 32억원에 재계약했다. 이는 2012년 FA 선수 중 가장 늦은 계약이었다. 2012 시즌 중 후반기에 햄스트링 부상으로 인해 시즌 아웃됐다. 2013년 시즌 초반 맹타를 휘둘렀지만 2013년 5월 17일 한화전 이후 1군에 올라오지 못했고, 사실상 무기한 2군행을 통보받은 뒤 1군 무대에서 완전히 자취를 감췄다. 2014년 11월 20일에 보류 선수 명단에서 제외됐다. 이후 현역 연장 의지를 보이며 kt 위즈로 이적하려 했으나 협상이 결렬됐고, 이후에도 새 팀을 찾지 못해 2015년 1월 31일에 은퇴를 선언하였다.

## 에피소드
- 2015년에 은퇴하기 전에 2004년에도 은퇴를 선언한 적이 있다.[4] 이 때의 은퇴 선언과 번복 과정에서 일요신문과의 인터뷰를 통해 "전처 천아무개씨와 이혼 후 겪은 갈등이 은퇴 선언의 가장 큰 이유"라고 주장했다.[5] 그는 고등학교 시절부터 알고 지낸 5살 연상의 부인과 결혼해 처가의 도움으로 유명 선수로 자리매김할 수 있었다.[6] 그러나 그 후 어린 아들과 임신 중인 아이를 두고 이혼했고, 이혼 후 양육비, 위자료 등의 문제에서 갈등이 있었다. 전처 천씨는 그가 외도를 했다고 주장했고[7], 그도 일요신문과의 인터뷰에서 "굳이 숨기고 싶진 않다. 하지만 결혼 생활하면서 줄곧 결혼 자체를 후회했다."라며 부인하지 않았다. 이 부분에 대해 그가 간통죄 성립 요건인 성관계를 구체적으로 언급했느냐 여부를 중요하게 생각하는 편집 의견도 있다. 그는 전처와의 이혼 합의 중 연봉의 50%를 양육비로 지원하기로 했으나 이 때문에 은퇴 소동을 일으켰다는 추측들이 있었고, 그의 불륜과 무책임함에 대한 비난들이 있었다. 실제 양육권을 주장하면서 전처를 압박했고, 전처가 양육권을 선택하고 양육비 청구를 포기하자 바로 전처 소생의 아이들을 만나지 않아 구설수에 올랐다.

## 별명
- 5월 성적이 뛰어나 '오월동주라고 불린다.
- 오랫동안 두산 베어스의 주장을 맡아 두목곰이라고 불린다.
- 이름이 술과 비슷해 '동동주'라고 불린다.
- 간통으로 이혼해 '간통주'라고 불린다.

## 출신 학교
- 서울남정초등학교(전학) → 서울중대초등학교
- 배명중학교
- 배명고등학교
- 고려대학교 경영학과 94학번

## 배우자
- 김지은(2007년~)

## 국가대표 경력

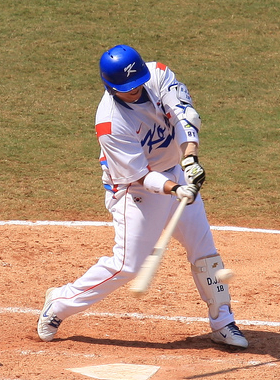
2008년 베이징 올림픽 당시의 모습

- 1997년 아시아 야구 선수권 대회 (고려대학교 야구부 4학년 때)
- 1998년 방콕 아시안 게임
- 2000년 시드니 올림픽
- 2002년 부산 아시안 게임
- 2003년 아시아 야구 선수권 대회
- 2006년 WBC (아시아 예선 도중 부상을 당하며 정성훈으로 교체)[8][9]

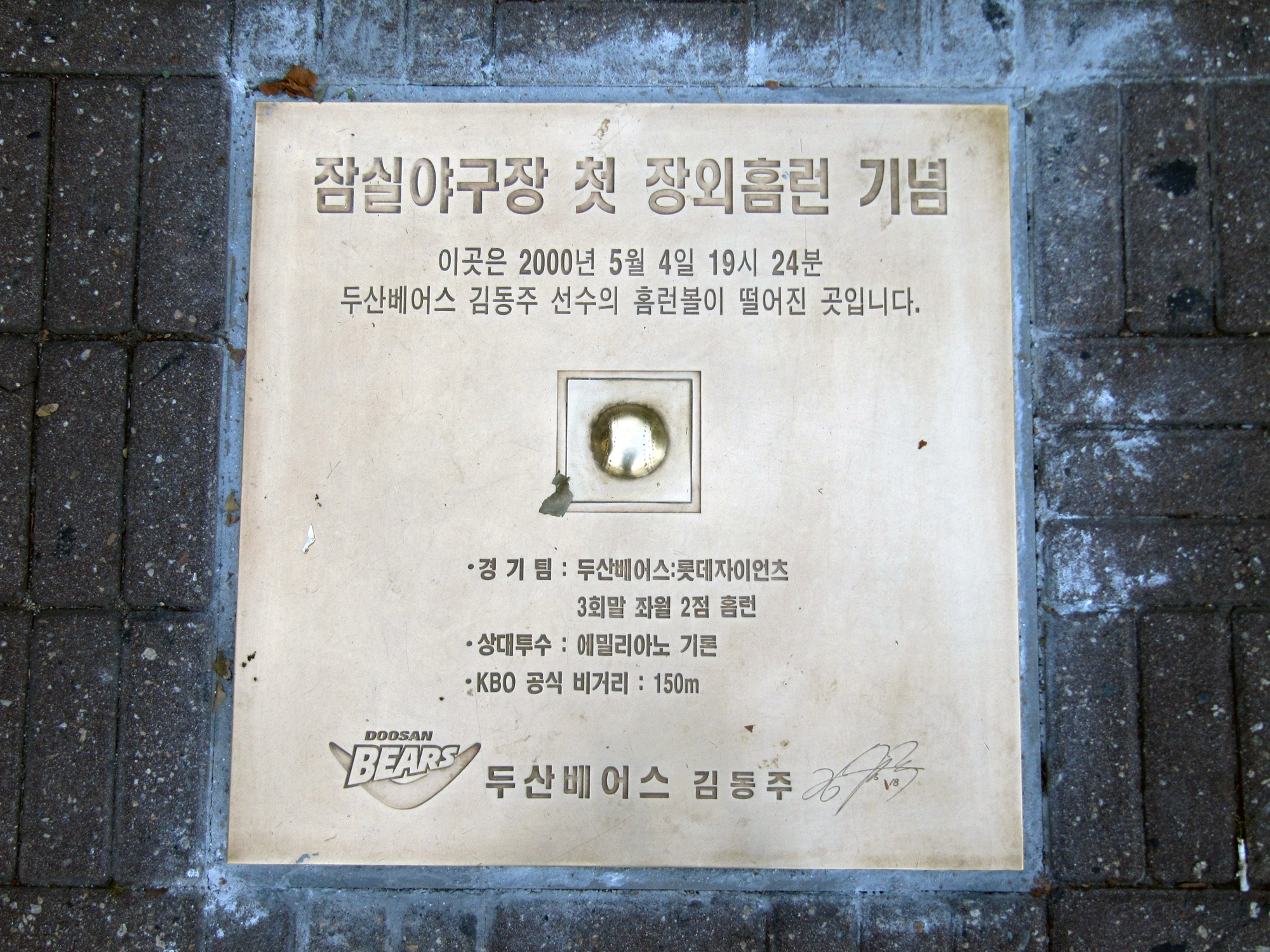
서울종합운동장 야구장 외곽에 위치한 그의 장외 홈런 기념판

- 2008년 베이징 올림픽

## 통산 기록
| 연 도           | 소 속           | 나 이           | 출 장         | 타 석         | 타 수         | 득 점         | 안 타         | 2 루 타       | 3 루 타       | 홈 런         | 타 점         | 도 루         | 도 실         | 볼 넷         | 삼 진         | 타 율         | 출 루 율      | 장 타 율      | O P S         | 루 타         | 병 살 타      | 몸 맞         | 희 타         | 희 플         | 고 4          |
| --------------- | --------------- | --------------- | ------------- | ------------- | ------------- | ------------- | ------------- | ------------- | ------------- | ------------- | ------------- | ------------- | ------------- | ------------- | ------------- | ------------- | ------------- | ------------- | ------------- | ------------- | ------------- | ------------- | ------------- | ------------- | ------------- |
| 1998            | OB              | 23              | 125           | 510           | 457           | 69            | 121           | 21            | 1             | 24            | 89            | 4             | 3             | 29            | 87            | .265          | .310          | .473          | .783          | 216           | 14            | 8             | 0             | 16            | 2             |
| 1999            | 두산            | 24              | 114           | 455           | 399           | 62            | 128           | 25            | 3             | 22            | 84            | 2             | 1             | 41            | 53            | .321          | .394          | .564          | .958          | 225           | 9             | 10            | 1             | 4             | 1             |
| 2000            | 두산            | 25              | 127           | 539           | 469           | 78            | 159           | 29            | 1             | 31            | 106           | 5             | 2             | 51            | 65            | .339          | .414          | .603          | 1.017         | 283           | 17            | 13            | 0             | 6             | 1             |
| 2001            | 두산            | 26              | 103           | 421           | 364           | 49            | 118           | 18            | 0             | 18            | 62            | 2             | 2             | 47            | 57            | .324          | .401          | .522          | .923          | 190           | 10            | 4             | 0             | 6             | 5             |
| 2002            | 두산            | 27              | 120           | 487           | 415           | 63            | 132           | 21            | 0             | 26            | 79            | 1             | 1             | 52            | 61            | .318          | .405          | .557          | .961          | 231           | 8             | 13            | 0             | 7             | 2             |
| 2003            | 두산            | 28              | 118           | 504           | 401           | 61            | 137           | 23            | 2             | 23            | 89            | 3             | 2             | 79            | 53            | .342          | .450          | .581          | 1.031         | 233           | 15            | 11            | 0             | 13            | 8             |
| 2004            | 두산            | 29              | 124           | 517           | 430           | 72            | 123           | 19            | 1             | 19            | 76            | 4             | 6             | 69            | 67            | .286          | .402          | .467          | .870          | 201           | 14            | 16            | 0             | 2             | 3             |
| 2005            | 두산            | 30              | 94            | 338           | 268           | 51            | 81            | 13            | 1             | 10            | 50            | 1             | 2             | 57            | 38            | .302          | .444          | .470          | .914          | 126           | 10            | 12            | 0             | 1             | 9             |
| 2006            | 두산            | 31              | 43            | 164           | 140           | 19            | 35            | 7             | 0             | 4             | 16            | 0             | 0             | 23            | 17            | .250          | .360          | .386          | .746          | 54            | 7             | 1             | 0             | 0             | 2             |
| 2007            | 두산            | 32              | 119           | 481           | 382           | 68            | 123           | 24            | 0             | 19            | 78            | 11            | 2             | 83            | 55            | .322          | .457          | .534          | .991          | 204           | 10            | 14            | 0             | 2             | 11            |
| 2008            | 두산            | 33              | 109           | 451           | 363           | 55            | 112           | 12            | 2             | 18            | 104           | 2             | 2             | 63            | 54            | .309          | .415          | .501          | .916          | 182           | 11            | 12            | 0             | 13            | 5             |
| 2009            | 두산            | 34              | 105           | 426           | 354           | 63            | 125           | 28            | 0             | 19            | 86            | 3             | 1             | 61            | 55            | .353          | .455          | .593          | 1.049         | 210           | 17            | 8             | 0             | 3             | 10            |
| 2010            | 두산            | 35              | 110           | 470           | 387           | 60            | 114           | 22            | 0             | 20            | 67            | 0             | 1             | 67            | 45            | .295          | .407          | .506          | .914          | 196           | 15            | 10            | 1             | 5             | 4             |
| 2011            | 두산            | 36              | 120           | 483           | 406           | 57            | 116           | 24            | 1             | 17            | 75            | 6             | 1             | 66            | 54            | .286          | .393          | .475          | .869          | 193           | 18            | 8             | 0             | 3             | 5             |
| 2012            | 두산            | 37              | 66            | 245           | 223           | 18            | 65            | 5             | 0             | 2             | 27            | 3             | 1             | 16            | 24            | .291          | .339          | .341          | .680          | 76            | 7             | 2             | 0             | 4             | 0             |
| 2013            | 두산            | 38              | 28            | 101           | 82            | 6             | 21            | 2             | 0             | 1             | 9             | 1             | 0             | 10            | 9             | .256          | .356          | .317          | .674          | 26            | 4             | 5             | 0             | 4             | 0             |
| 2014            | 두산            | 39              | 1군 출전 없음 | 1군 출전 없음 | 1군 출전 없음 | 1군 출전 없음 | 1군 출전 없음 | 1군 출전 없음 | 1군 출전 없음 | 1군 출전 없음 | 1군 출전 없음 | 1군 출전 없음 | 1군 출전 없음 | 1군 출전 없음 | 1군 출전 없음 | 1군 출전 없음 | 1군 출전 없음 | 1군 출전 없음 | 1군 출전 없음 | 1군 출전 없음 | 1군 출전 없음 | 1군 출전 없음 | 1군 출전 없음 | 1군 출전 없음 | 1군 출전 없음 |
| KBO 통산 : 17년 | KBO 통산 : 17년 | KBO 통산 : 17년 | 1625          | 6592          | 5540          | 851           | 1710          | 293           | 12            | 273           | 1097          | 48            | 27            | 814           | 794           | .309          | .405          | .514          | .919          | 2846          | 186           | 147           | 2             | 89            | 68            |

- 시즌 기록 중 굵은 글씨는 해당 시즌 최고 기록, 붉은 글씨는 역대 최고 기록

## 주요 기록
| 기록                                | 날짜      | 소속팀 | 상대팀 | 장소 | 경기 내용                                  | 종전 기록 | 기타        |
| ----------------------------------- | --------- | ------ | ------ | ---- | ------------------------------------------ | --------- | ----------- |
| 개인 통산 첫타점 (프로 데뷔 첫타점) | 1998.4.11 | OB     | 해태   | 광주 |                                            |           | 프로 데뷔전 |
| 개인 통산 700타점                   | 2007.7.14 | 두산   | SK     | 문학 | 5회 중월 2점 홈런 (상대 투수 레이번)       |           | 역대 19번째 |
| 개인 통산 800타점                   | 2008.7.27 | 두산   | 삼성   | 잠실 | 1회 2타점 중전 적시타 (상대 투수 윤성환)   |           | 역대 14번째 |
| 개인 통산 900타점                   | 2009.8.13 | 두산   | 한화   | 잠실 | 1회 좌월 3점 홈런 (상대 투수 김혁민)       |           | 역대 10번째 |
| 개인 통산 1000타점                  | 2011.4.21 | 두산   | 넥센   | 잠실 | 5회 3타점 우중간 적시타 (상대 투수 이정훈) |           | 역대 6번째  |